# Un2verse
Un2verse es el primer EP de la rapera estadounidense Jessi. Fue lanzado el 13 de julio de 2017 por YMC Entertainment y distribuido por LOEN Entertainment. Consta de cinco canciones, todas escritas y dos producidas por ella. «Gucci» fue lanzado como el sencillo principal.
El EP alcanzó el número 31 en la lista de álbumes de Gaon y en el número 4 en la lista de álbumes mundiales de los Estados Unidos.

## Antedecentes y lanzamiento
El 22 de junio de 2017, se anunció que Jessi volvería en julio. Se afirmó que la rapera terminó el proceso de grabación y estaba en las etapas finales. Como este fue el primer EP en más de 12 años de carrera, Jessi mostró intenciones de estar más involucrada en el proceso. El 2 de julio, la rapera compartió a través de su cuenta personal de Instagram que su próximo lanzamiento sería un EP llamado Un2verse y que la fecha de lanzamiento sería el 13 de julio a las 6 p. m. KST. Un día después, explicó el motivo del título del EP: «El universo es todo, toda la materia, el espacio y el tiempo existente. El Un2verse es mi todo. Quién soy, dónde he estado y hacia dónde podemos ir». Ella continuó usando su cuenta para revelar avances de su álbum. La lista de canciones fue revelada el 7 de julio. El álbum contiene cinco canciones, incluyendo el sencillo principal «Gucci».
El EP fue lanzado digitalmente el 13 de julio de 2017, a través de varios portales de música, incluyendo MelOn en Corea del Sur e iTunes y Spotify para el mercado global. El 21 de julio, se publicó la versión física.

## Promoción

### Actuaciones en vivo
Jessi tuvo su etapa de regreso en M! Countdown el 13 de julio de 2017, interpretando la canción «Gucci». El nombre de la canción fue cambiado a «Why», para evitar infringir los derechos de autor en la televisión abierta. Continuó las promociones en Music Bank de KBS el 14 de julio, Show! Music Core de MBC el 15 de julio y Inkigayo de SBS el 16 de julio.

### Sencillo
«Gucci» fue lanzado como la canción principal junto con el EP el 13 de julio. El 9 de julio, se lanzó el primer vídeo teaser. El vídeo musical completo fue lanzado el 13 de julio. La canción debutó en el número 99 en Gaon Digital Chart, en la semana del 9 al 15 de julio de 2017, con 22 251 descargas vendidas.

## Actuación comercial
Un2verse debutó en la posición 31 en la lista de álbumes de Gaon, en la semana del 16 al 22 de julio de 2017. En su segunda semana, el EP se posicionó en el número 41. El EP también debutó en el número 4 de la lista de álbumes mundiales de los Estados Unidos, en la semana que finalizó del 5 de agosto de 2017. El EP se colocó en el número 64 en la lista de álbumes de Gaon para el mes de julio de 2017, con 1 091 copias físicas vendidas.

## Lista de canciones
| N.º | Título                                                    | Letras                             | Música                                                               | Arreglo                      | Duración |  |
| 1.  | «Gucci»                                                   | Jessi, Swings, Antonia Macklin Jr. | Antonia Macklin Jr., Stereotypes                                     | Stereotypes                  | 2:55     |  |
| 2.  | «Boing» (feat. Changmo)                                   | Jessi, Kam Parker, CJ, Changmo     | Kam Parker, Jonathan Yip, Jeremy Reeves, Ray Romulus, Ray McCullough | Stereotypes                  | 3:07     |  |
| 3.  | «My Walk» (걸음걸이; geol-eumgeol-i; feat.Year of the OX) | Jessi, Year of the OX, Black Wave  | Black Wave                                                           | Antik                        | 3:37     |  |
| 4.  | «Spirit Animal»                                           | Jessi, Dumbfoundead                | Jessi, Dumbfoundead                                                  | Diego Ave, Famous Bro, Hymax | 3:00     |  |
| 5.  | «Arrived»                                                 | Jessi, Dumbfoundead                | Jessi, Dumbfoundead                                                  | Big Banana                   | 4:04     |  |

## Posicionamiento en listas
| Lista (2017)                     | Mejor posición |
| -------------------------------- | -------------- |
| Corea del Sur (Gaon Album Chart) | 31             |
| Estados Unidos (World Albums)    | 4              |

## Historial de lanzamiento
| Región              | Fecha               | Formato          | Distribuidora                         |
| ------------------- | ------------------- | ---------------- | ------------------------------------- |
| Corea del Sur       | 13 de julio de 2017 | Descarga digital | YMC Entertainment, LOEN Entertainment |
| Mundo               | 13 de julio de 2017 | Descarga digital | YMC Entertainment, LOEN Entertainment |
| Corea del Sur       | 13 de julio de 2017 | Descarga digital | YMC Entertainment, LOEN Entertainment |
| 21 de julio de 2017 | CD                  |                  | YMC Entertainment, LOEN Entertainment |